# JVC

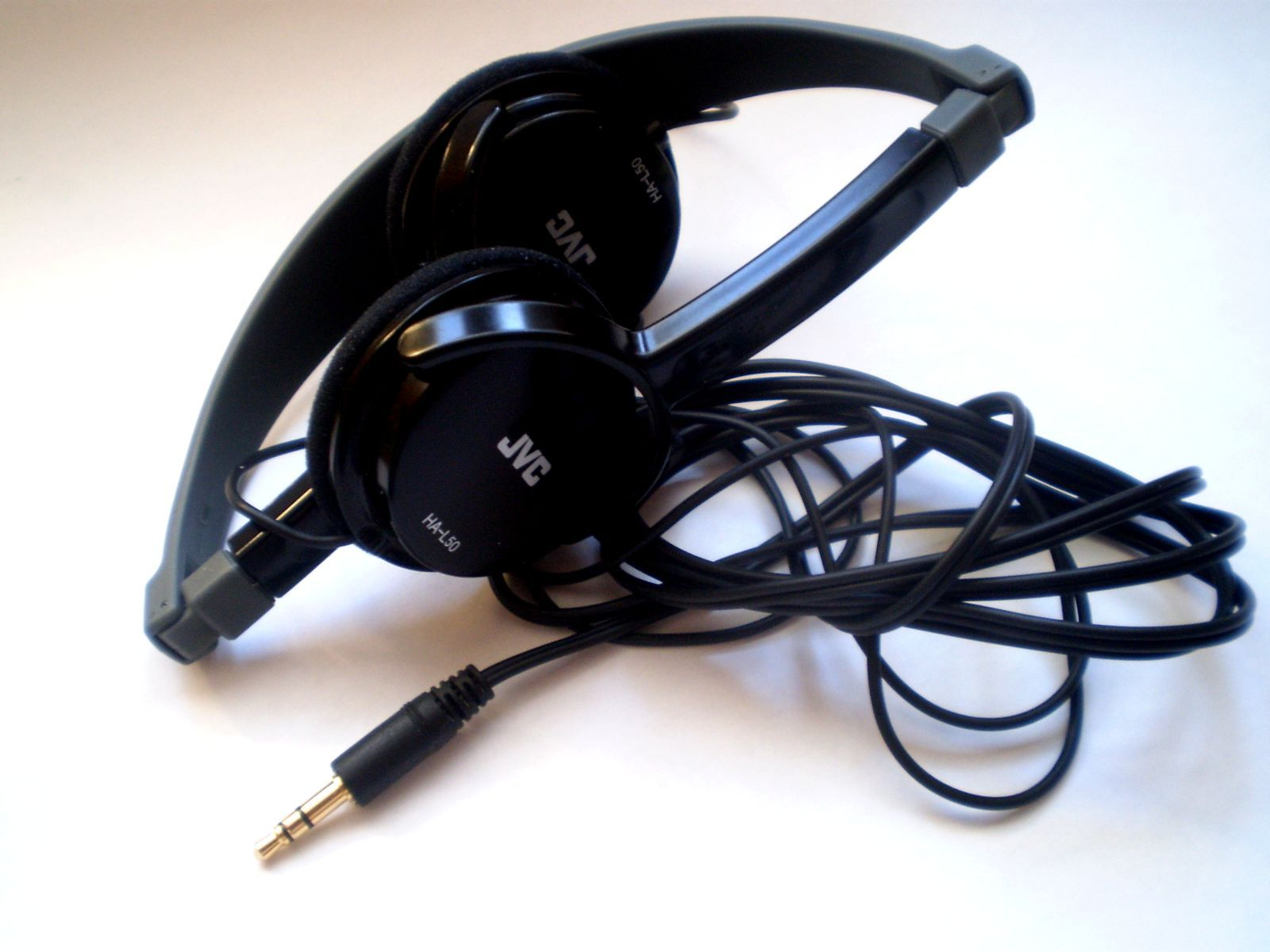
JVC HA-L50

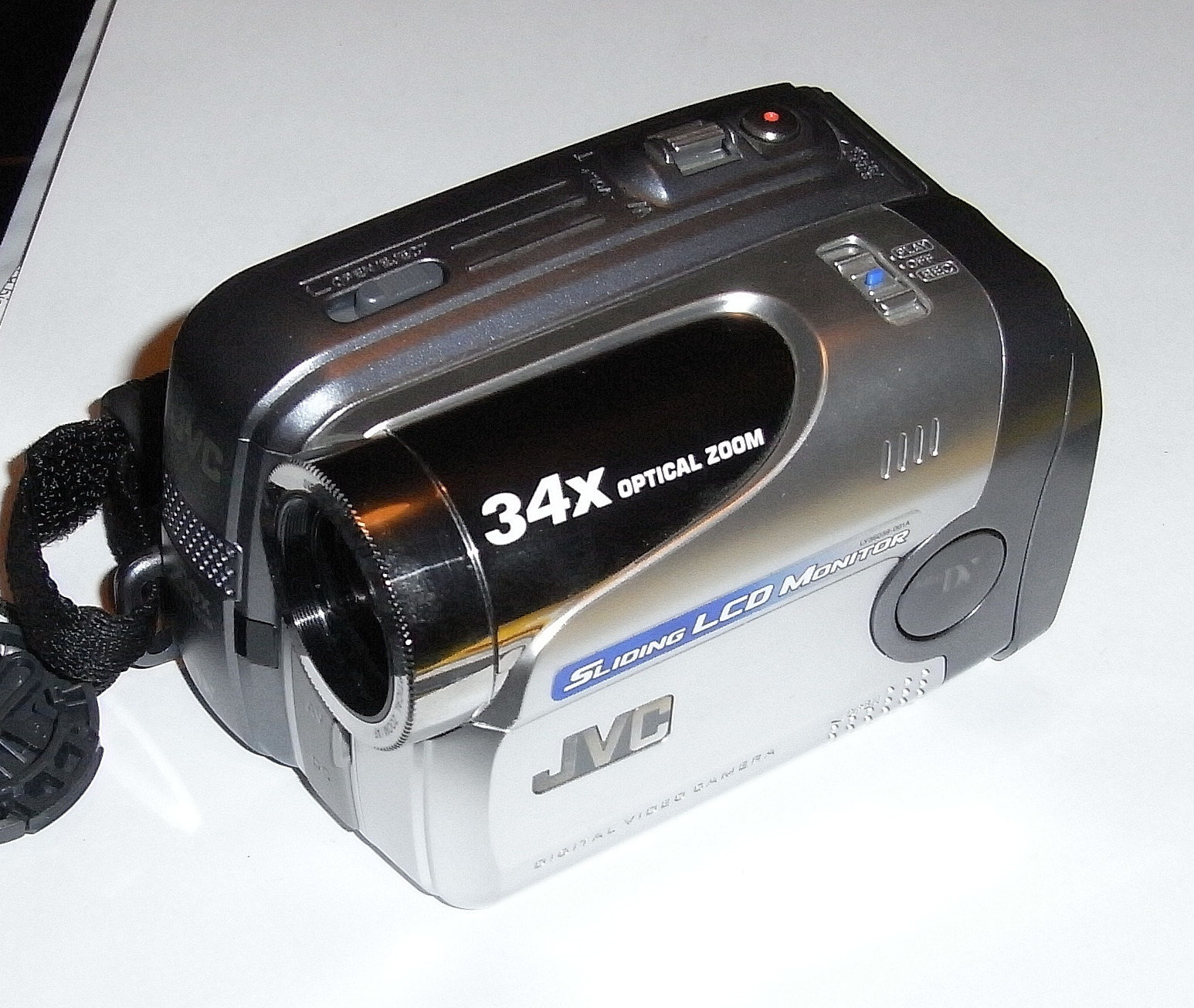
JVC GR DA20

A Victor Company of Japan, Limited (日本ビクター株式会社, Nippon Bikutá Kabusikigaisa) japán cég, elektronikai cikkek gyártásával foglalkozik. Székhelye Jokohamában van.

## Története
1927-ben alapították The Victor Talking Machine Company of Japan, Limited néven, mint az amerikai Victor Talking Machine Company japán leányvállalatát. Az 1930-as években gramofonok gyártásával foglalkoztak, két évvel később pedig beindult a rádiógyártás. 1939-ben a JVC bemutatta első japán fejlesztésű televízióját. 1953-tól 2007-ig a cég a Matsushita Electric Industrial Co., Ltd tulajdonában volt. 1975-ben a JVC fejlesztette ki a VHS kazettarendszert, majd piacra dobta a legelső VHS rendszerű videómagnót, a HR–3300-at. 1979-ben bemutatták a Virtual Hard Disk prototípusát.